# Паніоніос (футбольний клуб)
Паніоніос (грец. Πανιώνιος) — футбольний клуб передмістя Афін Неа-Смірні, Греція. Грає в Альфа Етнікі, першій національній лізі.

## Історія
Попередник клубу — Паніонічний гімнастичний клуб — був заснований в 1890 році у Смірні Османської імперії (нині Ізмір, Туреччина), що робить його одним з найстаріших спортивних клубів в Європі. Футбольний клуб «Паніоніос» заснований в 1922 році. Після завершення греко-турецької війні 1919—1922 років, а також греко-турецького обміну населення клуб «Паніоніос» переведений в афінське передмістя Неа-Смірні в Греції.

## Досягнення
- Дворазовий володар Кубка Греції: 1979, 1998
- Володар Балканського кубка: 1971

## Відомі гравці
- Нікос Анастопулос
- Стеліос Апоспоріс
- Статіс Хаїтас
- Лаброс Хутос
- Йоргос Дедес
- Такіс Фіссас
- Танасіс Інтзоглу
- Антоніс Манікас
- Дімітріс Саравакос
- Нікос Спіропулос
- Александрос Тзиоліс

Інші країни
- Рафік Джеббур
- Даріо Фернандез
- Стефан Демол
- Яросллав Дробний
- Мартін Ваняк
- Леван Цкітішвілі
- Томас Крістіансен
- Ерол Булут
- Альваро Рекоба
- Яхмір Гіка

## Виступи в єврокубках
| Сезон   | Змагання               | Раунд         | Клуб              | Вдома | На виїзді |      |
| ------- | ---------------------- | ------------- | ----------------- | ----- | --------- | ---- |
| 1971–72 | Кубок УЄФА             | 1-й раунд     | Атлетіко Мадрид   | 1–0   | 1–2       |      |
| 1971–72 | Кубок УЄФА             | 2-й раунд     | Ференцварош       | 0–2   | 0–6       |      |
|         |                        |               |                   |       |           |      |
| 1979–80 | Кубок володарів кубків | 1-й раунд     | Твенте            | 4–0   | 1–3       |      |
| 1979–80 | Кубок володарів кубків | 2-й раунд     | Гетеборг          | 1–0   | 0–2       |      |
|         |                        |               |                   |       |           |      |
| 1987–88 | Кубок УЄФА             | 1-й раунд     | Тулуза            | 0–1   | 1–5       |      |
|         |                        |               |                   |       |           |      |
| 1998–99 | Кубок володарів кубків | 1-й раунд     | Гака              | 2–0   | 3–1       |      |
| 1998–99 | Кубок володарів кубків | 2-й раунд     | Аполлон           | 3–2   | 1–0       |      |
| 1998–99 | Кубок володарів кубків | Чвертьфінал   | Лаціо             | 0–4   | 0–3       |      |
|         |                        |               |                   |       |           |      |
| 2003–04 | Кубок УЄФА             | 1-й раунд     | Норшелланн        | 2–1   | 1–0       |      |
| 2003–04 | Кубок УЄФА             | 2-й раунд     | Барселона         | 0–3   | 0–2       |      |
|         |                        |               |                   |       |           |      |
| 2004–05 | Кубок УЄФА             | 1-й раунд     | Удінезе           | 3–1   | 0–1       |      |
| 2004–05 | Кубок УЄФА             | Група D       | Ньюкасл           | 0–1   |           | 4-те |
| 2004–05 | Кубок УЄФА             | Група D       | Спортінг Лісабон  |       | 1–4       | 4-те |
| 2004–05 | Кубок УЄФА             | Група D       | Динамо Тбілісі    | 5–2   |           | 4-те |
| 2004–05 | Кубок УЄФА             | Група D       | Сошо              |       | 0–1       | 4-те |
|         |                        |               |                   |       |           |      |
| 2007–08 | Кубок УЄФА             | 1-й раунд     | Сошо              | 0–1   | 2–0       |      |
| 2007–08 | Кубок УЄФА             | Група H       | Гельсінгборг      |       | 1–1       | 4-те |
| 2007–08 | Кубок УЄФА             | Група H       | Галатасарай       | 0–3   |           | 4-те |
| 2007–08 | Кубок УЄФА             | Група H       | Аустрія Відень    |       | 1–0       | 4-те |
| 2007–08 | Кубок УЄФА             | Група H       | Бордо             | 2–3   |           | 4-те |
|         |                        |               |                   |       |           |      |
| 2008    | Кубок Інтертото        | 2-й раунд     | ОФК Белград       | 3–1   | 0–1       |      |
| 2008    | Кубок Інтертото        | 3-й раунд     | Наполі            | 0–1   | 0–1       |      |
|         |                        |               |                   |       |           |      |
| 2017–18 | Ліга Європи            | 2-й кв. раунд | Гориця            | 2–0   | 3–2       |      |
| 2017–18 | Ліга Європи            | 3-й кв. раунд | Маккабі Тель-Авів | 0–1   | 0–1       |      |